# Medetera babelthaup
Medetera babelthaup är en tvåvingeart som beskrevs av Daniel J. Bickel 1994. Medetera babelthaup ingår i släktet Medetera och familjen styltflugor. Inga underarter finns listade i Catalogue of Life.